# Quio
Quio alias Ina Rotter ist Rapperin und Musikerin, deren Musik sich stilistisch zwischen Pop, Hip-Hop, Clicks‘n‘Cuts, 2-Step, Dubstep, Grime und Jungle bewegt. Sie ist eine der wenigen weiblichen MCs in Deutschland, die über Drum and Bass, Garage und Dubstep reimen.

## Leben
Quio betätigte sich seit 1990 als DJ. Sie zog Anfang der 90er Jahre nach Berlin und sang dort in einer Gitarrenband. Im Jahr 1997 stieß sie unter dem Namen MC Looney Tunes als Drum-and-Bass-MC zum Frauen-Party-Kollektiv G-Point, das zum Drum & Bass Club WTF gehörte. In dieser Funktion tourte sie in Deutschland und Europa.
Zusammen mit Christine Lang und DJ G-Serve gründet sie 1998 die Partyreihe on bass tracks, die seit 2006 Underground Essentials heißt. Seit 1999 kennt Quio Antye Greie-Ripatti, seit 2003 arbeiten die beiden musikalisch zusammen. Diese Zusammenarbeit mündete im 2005 veröffentlichten Quio-Album „Quio Like Ooohh!“, das auf dem Label „AGF Producktion“ erschien. Gemastert wurde das Album von Vladislav Delay.
Im Jahr 2007 erschien ihr Album „Phiu“, das als Autorinnenalbum bezeichnet wird. Ihr Rapstil ist charakterisiert durch quasi gleichzeitiges Sprechen mit Gesang, der sogenannte „Flow-Störungen“ aufweist, die die Produzentin und Musikerin Antye Greie-Ripatti (unter dem Namen AGF) kreativ aufnahm und weiterverfolgte. Gäste auf ihren Alben waren Nicolette von Massive Attack, Kaisa Kemikowski, der Produzent Al Haca, der afro-amerikanische Schriftsteller Darius James und der brasilianische Baile-Funk-Produzent und Rapper Edu K. Mit „Phiu“ war Quio weltweit auf Tour. Ihre humoristischen Raptexte weisen einen sehr eigenen Witz auf, so kolportiert sie ihren Namen als Abkürzung: „Qu for quatsch, I for Eisbein, O for Otto-Motor“.
Quio ist bei Femmes with Fatal Breaks aktiv, einem feministischen DJ-Kollektiv bestehend aus den DJs Christine Lang, T-Ina Darling (Ina Wudtke) und Quio als MC. Femmes with Fatal Breaks sind seit 1999 aktiv und legen Dubstep, Bassline, Garage bis zu Electro Swing auf.
Im Jahr 2008 veranstalteten Femmes with Fatal Breaks inklusive Quio die Veranstaltung „FEMMES 'R' US - Feminismus in Pop Musik Kunst Film Heute“, eine Veranstaltung im Berliner Radialsystem V, die weibliche DJs, MCs und Produzentinnen der Broken Beats Szene sowie bildende Künstlerinnen, Filmemacherinnen und Theoretikerinnen präsentierte. Es handelte sich um eine Kunstausstellung mit umfangreichem Begleitprogramm aus Vorträgen, Diskussionen, Filmscreenings, Kunstperformances und Musik zu Feminismus und feministischer Kritik in aktuellen Kunst- und Kulturproduktionen. Die Veranstaltung machte Positionen stark, die sich gegen die Historisierung feministischer Kunst wenden und betonte die Aktualität und Notwendigkeit feministischer Kunst und feministischer Diskurse. Beteiligte Künstler waren Pauline Boudry, Sonia Boyce, Patty Chang, Antye Greie-Ripatti, Klub Zwei (Jo Schmeiser und Simone Bader), Christine Lang, Jill Magid, Elke Mark, NEID, Pipilotti Rist und Ina Wudtke. Theoretische Positionen wurden von Chris Straayer, Marina Grzinic, Maria do Mar Castro Varela, Rosa Reitsamer, Tim Stüttgen und Tiina Rosenberg vorgetragen. Das Programm wurde moderiert von Antke Engel. Es war der Film „9 Leben hat die Katze“ von Constanze Ruhm zu sehen, dessen Screening von einer Podiumsdiskussion zwischen Ula Stöckl, Helke Misselwitz und Birgit Großkopf gefolgt wurde.
Quio veranstaltete außerdem regelmäßig Partys im Deutschen Theater Berlin unter dem Label „Underground Essentials“, wo DJs wie G-Serve, Christine Lang, Danny Bwoy auflegten und MCs wie Quio, Amewu, Chefket rappten.
Quio hat eine Tochter und einen Sohn. Diese sind an diversen Tracks von ihr beteiligt, so z. B. am Stück Lempapa auf „Quio Like Ooohh!“ und „Laterne, Lempapa Chilaine“ feat. Nanie, Dr. Data, Lotta, O. als Compilationbeitrag zu Tonangeberei von Bernadette La Hengst.

## Diskografie
- 2004: Gazon Gasolina (12-Zoll-EP auf dem Label AGF Producktion (AGF PRO 001), produziert von Antye Greie-Ripatti)[1]
- 2005: Quio Like Ooohh! (Album auf dem Label AGF Producktion (AGF PRO 004), produziert von Antye Greie-Ripatti)[7]
- 2007: Phiu (Album auf dem Label AGF Producktion (AGF PRO 007), produziert von Antye Greie-Ripatti)[1][8]
- 2008: Laterne, Lempapa Chilaine feat. Nanie, Dr. Data, Lotta, O. (Kompilationsbeitrag zu Tonangeberei von Bernadette La Hengst)[9][10]
- 2009: White Label, Dubplate, DJ T-INA Darling & Quio, Spoke, Evan Franco
- 2011: Dü Inneren Orren (Rap des mittelhochdeutschen Gedichts von Frau Ava auf der von Antye Greie-Ripatti zusammengestellten Kompilation Gedichterbe (AGF Producktion 015))[1]

## Radio
- 1999–2004: Radiosendung on bass tracks auf Twen FM (Berliner Piratensender)[1]
- 2005: Radiosendung Underground Essentials auf Twen FM (in dieser Zeit als legaler Sender), Grime und 2-Step Garage[1]
- 2005: Radiosendung „Femmes with Fatal Breaks“, als MC[1]
- 2011: musikalische Mitwirkung beim WDR-Hörspiel '"Sprachlabor Babylon" von Till Müller-Klug, 2012 ausgezeichnet mit dem Kurd-Laßwitz-Preis für das beste deutschsprachige Science-Fiction-Hörspiel[11]

## Video
- 2008: „Rising Tide“, Regie: Christine Lang, mit Musik und Schauspiel von Quio, mit Gesang von Lise, mit Musik von AGF, G-Serve und Audiotaxi, mit Auftritten von Irina Potapenko, Rhada Hammoudah, Ina Wudtke, Nnemdi Ndinwa, Claudia Kelber, Yaneq u. a. Das Video zeigt einen Gang-Battle in einem Club mit umgekehrten Geschlechterrollen und Voodoowaffen.[12] Das Videi wurde 2009 als Best Videoclip beim Internationalen Film Festival in Mailand I´ve seen films ausgezeichnet.[13]
- 2006: „So Dazed“, Regisseurin: Christine Lang, mit Musik und Schauspiel von Quio. Das Video erhielt eine ganze Reihe Auszeichnungen und wurde auf einer großen Anzahl an Filmfestivals gezeigt.[14][15]